# Ђуро Лончаревић
Ђуро Лончаревић (Гусиње, код Плава, 16. април 1920 — Београд, 1. април 1987) био је учесник Народноослободилачке борбе, генерал-пуковник ЈНА и народни херој Југославије.

## Биографија
Рођен је 16. априла 1920. године у селу Гусињу, код Плава. Рано је остао без родитеља — мајка му је умрла 1929, а отац Максим 1934. године, па је његово детињство било веома тешко. Он и млађи брат су живели са баком, која се бринула о њима. Основну школу је завршио у родном селу, а прва три разреда гимназије је завршио у Беранама, четврти у Бијелом Пољу, а остале разреде у Пећи, где је и матурирао. Током школовања је живео сиромашно, издржавајући се од давања приватних часова слабијим ђацима и скромне помоћи, коју му је слала бака.
У гимназији у Пећи се укључио у револуционарни омладински покрет и током петог и шестог разреда је руководио ђачким групама, које су деловале као скојевске организације, иако званично нису били у саставу Савеза комунистичке омладине Југославије (СКОЈ). Касније током седмог и осмог разреда, повезао се са старијим групама, које су биле повезане са Комунистичком партијом Југославије (КПЈ). Његова политичка активност се стално повећавала, па је новембра 1939. године примљен у чланство КПЈ.
Након завршене гимназије, уписао је Филозофски факултет у Београду, где је студирао математику. Токо студирања се издржавао тако што је радио као келнер у студентској мензи. Одмах по доласку на Београдски универзитет, повезао се са студентским револуционарним покретом и учествовао је у његовим акцијама — демонстрацијама, растурању летака, писању парола и др. Био је учесник познатих демонстрација од 14. децембра 1939. године. Заједно са Махмутом Бушатлијом, Савом Бурићем и Слободаном Тузлићем радио је на илегалном штампању летака и других материјала за потребе студентског покрета. Крајем 1940. године је постао секретар партијске ћелије и члан Партијског бироа на Филозофском факултету. Такође је активно учествовао у раду студентских удружења и био секретар Акционог одбора Стручних студентских удружења на Универзитету у Београду током школске 1939/40. године.

### Народноослободилачка борба
Након окупације Југославије, 1941. године напустио је Београд и отишао у родни крај, где је активно радио на организовању оружаног устанка. Одмах по избијању Тринаестојулског устанка у Црној Гори, Ђуро је у селу Брезојевица, код Плава 15. јула 1941. године организовао герилски одред. Тада је био секретар партијске ћелије у Гусињу и секретар тада формиране Месне организације за Плав, Гусиње и Велику. Након избијања устанка, августа 1941. године био је постављен за члана Среског комитета КПЈ за Андријевицу. Био је и политички комесар најпре чете, а потом батаљона у Комском партизанском одреду, током лета и јесени 1941. године. У саставу Комског партизанског одреда учествовао је у нападу на Пљевља, 1. децембра 1941. године.
Након пораза у Пљевљима, са остатком свог батаљона ступио је 21. децембра 1941. године у Рудом у састав тада формиране Прве пролетерске ударне бригаде. Као истакнути борац, био је постављен за заменика политичког комесара чете, а потом за заменика политичког комесара Другог црногорског батаљона. Новембра 1942. био је именован за заменика политичког комесара Треће крајишке ударне бригаде, а након тога је од јуна 1943. до новембра 1943. године био најпре члан, а потом секретар дивизијског партијског руководства Прве пролетерске дивизије. Након завршеног једномесечног партијског курса у Јајцу, једно време је био на партијском раду у Барију, у Италији. Августа 1944. године био је упућен у Совјетски Савез, где је преузео дужност политичког комесара Прве југословенске бригаде, која је била формирана од ратних заробљеника и југословенских држављана који су живели у СССР. На путу за Југославију, задржао се два месеца у Румунији, у саставу Црвене армије. Децембра 1944. године је био постављен за политичког комесара Четрнаестог српског корпуса, а потом је био премештен у Политичку управу Министарства народне одбране.
Као политичко-партијски радник ангажовао се и на изградњи и стварању народне власти и других антифашистичких организација на ослобођеној територији, као и у политичком раду с народом. Иако се налазио на руководећим дужностима, учествовао је у свим борбама јединица којима је припадао — истицао се у борбама код Улога, на Дурмитору, код Коњица, Ливна, Јајца, на Сутјесци и др. Током рата је три пута био рањаван.

### Послератни период
Након ослобођења земље, наставио је војну каријеру у Југословенској народној армији (ЈНА), где је у почетку вршио политичке дужности — од 1946. до 1948. године је био политички комесар Југословенске ратне морнарице (ЈРМ), потом политички комесар Београдске армијске области, начелник Управе за морално-политичко васпитање ЈНА, начелник Секретаријата Савета народне одбране, командант Војног подручја, командант армије, начелник Центра високих војних школа ЈНА и др. Био је члан Опуномоћства ЦК СКЈ за ЈНА и члан Комитета Конференције СКЈ у ЈНА. Завршио је Вишу војну академију ЈНА и Курс оператике ЈНА. Од 1956. до 1958. године је био председник Фудбалског клуба „Партизан”. Пензионисан је 1978. године у чину генерал-пуковника ЈНА.
Умро је 1. априла 1987. године у Београду и сахрањен је у Алеји народних хероја на Новом гробљу у Београду.
Носилац је Партизанске споменице 1941. и других југословенских одликовања, међу којима су — Орден ратне заставе, Орден партизанске звезде са златним венцем, Орден заслуга за народ са златном звездом, Орден братства и јединства са златним венцем, Орден народне армије са ловоровим венцем, Орден за војне заслуге са великом звездом, Орден партизанске звезде са сребрним венцем, Орден заслуга за народ са сребрним зрацима и Орден за храброст. Носилац је и Грунвалдовог крста другог реда НР Пољске. Орденом народног хероја одликован је 27. новембра 1953. године.